# كوزو واتانابي (سياسي ياباني)
كوزو واتانابي هو سياسي ياباني، ولد في 24 مايو 1932 في Tajima, Fukushima ‏ في اليابان، وتوفي في 23 أغسطس 2020 في أيزواكاماتسو في اليابان. نشط حزبياً في الحزب الديمقراطي الياباني والحزب الليبرالي الديمقراطي الياباني وحزب التجدد الياباني وحزب الآفاق الجديدة. وقد انتخب رئيس الهيئة الوطنية للسلامة العامة ‏ (10 أغسطس 1989 – 28 فبراير 1990) وانتخب عضو مجلس النواب الياباني ‏.